# Ammophilomima bifida
Ammophilomima bifida là một loài ruồi trong họ Asilidae. Ammophilomima bifida được Martin miêu tả năm 1975. Loài này phân bố ở miền Ấn Độ - Mã Lai.